# Witte Lotus (China)
De Witte Lotus was oorspronkelijk een religieuze lekenbeweging, die ontstond in de periode van de Zuidelijke Song-dynastie (1127-1279). De beweging nam sterk in omvang toe aan het eind van de dertiende eeuw. Later, tijdens de Qing-dynastie, werd het etiket Witte Lotus op een aantal rebellerende bewegingen geplakt. Die laatste bewegingen waren echter maar voor een beperkt deel religieus geïnspireerd. Hun verzet tegen de Qing-dynastie was vooral gebaseerd op sociaaleconomische omstandigheden veroorzaakt door toenemende demografische druk op hun woongebieden. Het bekendste voorbeeld is de Opstand van de Witte Lotus van 1796-1805 in Hunan.

## Oorspronkelijke beweging
In de periode van de Zuidelijke Song-dynastie ontstonden een aantal boeddhistische bewegingen, die zich vrijwel geheel buiten het georganiseerde boeddhisme in kloosters manifesteerden. De aanhangers van de beweging die bekendstaat als Witte Lotus waren volgelingen van het Zuiver Land-boeddhisme. Aanhangers van die vorm van boeddhisme geloven dat naarmate de tijd vordert er minder boeddhisten komen en Verlichting steeds moeilijker te bereiken wordt. De beweging had dan ook een karakter dat aangeduid zou kunnen worden als millennialisme en messianisme.
Een van de essenties van hun overtuiging was, dat het vereren van Amitabha, een van de Vijf dhyani-Boeddha's, de beste methode is om de Verlichting te verkrijgen door het bereiken van het Zuiver Land of Westers Paradijs. Verlichting hoeft in die opvatting niet het resultaat te zijn van langdurige studie of uitgebreide meditatie. Het is vooral de devotie voor Amitabha die zal leiden tot het Zuiver Land. Devotie voor Amithaba was traditioneel vooral populair bij mensen die door omstandigheden geen mogelijkheden zagen meer klassieke methoden naar de Verlichting te hanteren. De naam Witte Lotus is ontleend aan de lotussen in het Westers Paradijs, waar de gelovigen hoopten te kunnen worden herboren.
De aanhangers stichtten eigen gebedsruimten buiten de kloosters. Aanhangers namen verantwoordelijkheid voor een aantal publieke taken, zoals bouw van lokale infrastructuur en besteedden veel aandacht aan charitatieve doeleinden. Leidinggevenden in de orde zagen volledig af van alcohol en waren volledig vegetariër. Al tijdens de Yuan-dynastie (1279 -1368) werd de beweging vanwege het vermeende sektarische karakter tweemaal verboden. Een derde verbod dat meer definitief was dateert van de vroege periode van de Ming-dynastie. Dat verbod trof vrijwel alle vormen van religie die uitgeoefend werden buiten boeddhistische en taoïstische kloosters en tempels.
De praktijk van vele - van de klassieke tradities afwijkende – vormen van geloofsbeleving op lokaal niveau ging echter feitelijk voor een groot deel voort. Wel zag de beweging van de Witte Lotus zich gedwongen een andere naam aan te nemen en verdween dus ook uit het zicht van de autoriteiten.Het gedachtegoed van de Witte Lotus heeft andere bewegingen diepgaand beïnvloed. Een bekend voorbeeld is dat van de Rode Hoofdbanden, de beweging die in belangrijke mate verantwoordelijk was voor de val van de Yuan-dynastie. De naam Witte Lotus werd vanaf de zestiende eeuw een etiket dat op zowel religieuze als niet-religieuze bewegingen werd geplakt.

## De opstand van de Witte Lotus
De steeds toenemende bevolkingsgroei van het rijk ging in een aantal gebieden een grote demografische druk veroorzaken. Grond, die voorheen als marginaal werd beschouwd, werd getracht te ontginnen en raakte meer bevolkt. Groepen uit meer bevolkte gebieden migreerden in toenemende mate naar minder bevolkte gebieden. Vooral in de landbouwgebieden in het zuiden ontstonden vanaf eind achttiende eeuw grote spanningen tussen de oorspronkelijke bevolking en Han-migranten en tussen eerder en later gearriveerde migranten. Vooral in beboste heuvel- en berggebieden was sprake van roofbouw en erosie met een steeds instabieler wordende economie als gevolg.
In 1796 brak een opstand uit in een dergelijk gebied; het grensgebied van Hunan, Sichuan en Shaanxi. De opstand vond op meerdere plaatsen tegelijk plaats en had geen echte centrale leiding. Een gering deel van de lokale leiders was religieus geïnspireerd. Zij stonden in de messianistische traditie van de beweging uit de dertiende eeuw. Zij geloofden in de komst van een keizer, een afstammeling van de Ming-dynastie, die de wereld van de ondergang zou redden. Die opvatting en traditie werd door de autoriteiten fel bestreden en vervolgd. De felle vervolging leidde tot verdere economische instabiliteit. Dat had tot gevolg dat aanzienlijk meer mensen die in het geheel niet religieus geïnspireerd waren zich bij de opstand aansloten.
De actuele aanleiding was wangedrag en plunderingen van een aantal legergroepen. Dat betrof in de eerste plaats een deel van het leger dat naar Tibet en Nepal was gezonden om een invasie in Tibet door de gurkha's in 1791 ongedaan te maken. Een deel van dat leger werd na afloop van die strijd samengevoegd met een deel van het leger dat naar het zuiden was gezonden om een opstand van de Miao te onderdrukken. De reden voor die opstand was ook een steeds verslechterende economische positie van de Miao.
De verantwoordelijkheid voor het neerslaan van de opstand werd aan Heshen gegeven, de volstrekt corrupte vertrouweling van de al geabdiceerde keizer Qianlong. Hij gaf opdracht alle economische activiteiten in het opstandige gebied te concentreren in een beperkt aantal dorpen en paste daarbuiten een tactiek van de verschroeide aarde toe, met de bedoeling de opstandelingen te isoleren en van voedsel te onthouden. Na een paar jaar waren inderdaad de meeste opstandelingen gedood, gevangengenomen of hadden de strijd gestaakt.
Toen Qianlong in 1799 overleed en het persoonlijk bewind van zijn zoon Jiaqing aanving, waren er hoogstens nog enkele duizenden opstandelingen actief. De nieuwe keizer was echter niet in staat de campagne tot een einde te brengen. Een deel van de troepen waren huursoldaten en de geregelde troepen ontvingen extra bonussen voor hun aanwezigheid daar. De militaire commandanten van Jiaqing hadden dus aanzienlijke financiële belangen bij het voortzetten van de strijd en gebruikten ieder mogelijk voorwendsel om de keizer daarvan te overtuigen. Jiaqing had nog ruim vijf jaar nodig om deze vertoning te beëindigen.
De opstand van de Witte Lotus wordt door historici ook als een belangrijk omslagpunt in de geschiedenis van de Qing-dynastie gezien. De dynastie had voor het eerst de controle over haar eigen troepenmacht verloren. De opstand had aan troepeninzet astronomisch hoge kosten gevergd. Als direct gevolg van de opstand ging het overschot in de schatkist dat in de periode van Qianlong was opgebouwd geheel verloren.